# 國王與我
| 國王與我       | |
| The King and I | |
| 上演地點       | 百老匯 （1951年3月29日—1954年3月20日） （1977年5月2日—1978年12月30日） （1985年1月7日—1985年1月30日） （1996年4月11日—1998年2月22日） 倫敦西區劇院 |
| 語言           | 英語 |
| 演出場次       | 百老匯：2322場（1998年止） |
| 製作           | 羅傑斯與漢默斯坦 |
| 編劇           | 瑪格麗特·蘭登原作 奧斯卡·漢默斯坦二世 |
| 導演           | 約翰·范楚坦 |
| 音樂           | 理察·羅傑斯 |
| 作詞           | 奧斯卡·漢默斯坦二世 |
| 編舞           | 傑洛姆·羅賓斯 |

《國王與我》是一部美國戲劇作品，其改編自瑪格麗特·蘭登（Margaret Landon）的小說《安娜與暹邏王》（Anna and the King of Siam），最早以音樂劇的型態出現，之後改編成同名電影。至今已成為著名的戲劇作品之一。
故事從英國女教師安娜（Anna Leonowens）應邀前往暹邏擔任暹邏王的家庭教師開始，直到暹邏王駕崩，太子朱拉隆功於父王病榻旁即位為止。

## 創作起源
1862年安娜·李奧諾文斯（Anna Leonowens）應暹羅王室的邀請，由新加坡前往當地擔任拉瑪五世的家庭教師直到1867年她搬到加拿大為止，後來她將此經歷寫成回憶錄《安娜與國王:曼谷皇宮六年回憶錄》（The English governess at the Siamese court : recollections of six years in the royal palace at Bangkok），描述暹羅王室的生活百態。
到了1944年，英國作家瑪格麗特·蘭登將此作品改編成小說《安娜與暹邏王》，該作不但大受歡迎，也得到1930年代百老匯女星葛楚德·勞倫斯（Gertrude Lawrence）青睞，將推薦該作給音樂劇創作搭檔羅傑斯與漢默斯坦（Rodgers & Hammerstein），希望他們改編成音樂劇作品，可是兩人皆興趣缺缺，但又不願得罪這位當紅巨星，因此將創作計畫擱置一旁。
1946年，《安娜與暹邏王》改編成同名電影，由雷克斯·哈里遜（Rex Harrison）和艾琳·鄧恩（Irene Dunne）分飾國王與安娜。該部電影不但得到好評，也改變了羅傑斯和漢默斯坦的想法，決定改編這部充滿「異國情調」的小說成為他們新的音樂劇。
1956年再改編成電影《國王與我》(The King and I), 由美國20世紀影業公司攝製, 尤·伯連納（Yul Brynner）演國王,狄波拉嘉(
Deborah Kerr)演安娜。

### 登上舞台
羅傑斯與漢默斯坦心中飾演安娜的女主角，自然是早先向他們推薦該題材的女星葛楚德·勞倫斯，但卻始終找不著飾演國王的男主角：最早兩人屬意雷克斯·哈里遜或阿弗列·德雷克（Alfred Drake）等明星擔當演出，但均未得到他們的同意，最後只好公開徵選角色。於是，他們看上了瑪莉·馬汀（Mary Martin）推薦的俄國男演員 — 尤·伯連納（Yul Brynner）。除了演員之外，他們找了傑洛姆·羅賓斯（Jerome Robbins）負責編舞，全劇卡司至此大致底定。

## 劇情架構

### 劇情
全劇描述安娜·李奧諾文斯在泰國生活的情形，並以她與邏暹王之間的互動為主軸，穿插她與王室成員、首相、泰婷之間的互動。劇中焦點擺在安娜與國王之間的關係：兩人由見面，共同生活而發展出似有若無的情愫，進而出現兩人共舞，以及劇終邏暹王「託孤」的情節·除此之外，《湯姆叔叔的小屋》（Uncle Tom's Cabin）改編成的泰國式戲劇也是劇中一大特點。

### 人物架構
| 暹邏皇室                                         | 安娜母子                        | 其他                                                     |
| 暹邏王 香夫人 朱拉隆功王子 其他妃子 其他王室孩子 | 安娜·李奧諾文斯 路易·李奧諾文斯 | 卡拉宏 泰婷 龍塔 艾德華·雷西爵士 歐頓船長 奴僕 侍衛 僧侶 |

### 曲目
- 《吹出快樂調》（Whistle a Happy Tune）
- 《吾王大人》（My Lord and Master）
- 《你好，年輕的情侶》（Hello, Young Lovers）
- 《邏暹孩童進行曲》（March of the Siamese Children）
- 《迷惑》（A Puzzlement）
- 《皇家曼谷學院》（The Royal Bangkok Academy）
- 《開始認識你們》（Getting to Know You）
- 《我們在影中親吻》（We Kiss in a Shadow）
- 《可否告訴你我對你的想法?》（Shall I Tell You What I Think of You?）
- 《好事》（Something Wonderful）
- 《奇怪的西方人》（Western People Funny）
- 《我已入夢》（I Have Dreamed）
- 《湯姆叔叔的小屋》（The Small House of Uncle Thomas）
- 《來跳舞嗎？》（Shall We Dance）

## 音樂劇
1951年3月29日，該劇於聖詹姆斯劇院（St.James Theatre）上演，

## 榮譽與獎項
◎1952年托尼獎
獲獎項目（5項）
- 最佳音樂劇劇本獎：Lyrics by Oscar Hammerstein II; Music by Richard Rodgers
- 最佳音樂劇女主角獎：Gertrude Lawrence
- 最佳音樂劇男主角獎：Yul Brynner
- 最佳佈景設計獎：Jo Mielziner
- 最佳服裝設計獎：Irene Sharaff

◎1996年托尼獎（1996年演出版本）
獲獎項目（5項）
- 最佳音樂劇舊劇重推
- 最佳音樂劇女主角獎：Donna Murphy
- 最佳佈景設計獎：Brian Thomson
- 最佳服裝設計獎：oger Kirk
- 劇院世界獎：Joohee Choi [winner] Lou Diamond Phillips

提名但未獲獎項目（4項）
- 最佳音樂劇男主角獎：Lou Diamond Phillips
- 最佳音樂劇女配角獎：Joohee Choi
- 最佳燈光設計獎：Nigel Levings
- 最佳音樂劇導演獎：Christopher Renshaw

◎1996年劇評人獎（1996年演出版本）
獲獎項目（3項）
- 最佳音樂劇舊劇重推
- 傑出音樂劇導演獎：Christopher Renshaw
- 傑出音樂劇佈景設計獎：Brian Thomson

提名但未獲獎項目（2項）
- 傑出音樂劇男主角獎：Lou Diamond Phillips
- 傑出音樂劇女主角獎：Donna Murphy